# Corpo d’armata alpino
Das Corpo d’armata alpino (italienisch für Gebirgsarmeekorps) war ein Korps des Königlich-Italienischen Heeres im Zweiten Weltkrieg. Es wurde erstmals 1939 und 1942 ein zweites Mal aufgestellt und wurde im Januar 1943 fast vollständig vernichtet.

## Geschichte

### Schlacht in den Westalpen
Das Korps wurde mit dem deutschen Überfall auf Polen am 1. September 1939 in Trient unter dem Kommando von Generale Corpo d’Armata Luigi Negri als Alpini-Korps aufgestellt. Unterstellt waren ihm zunächst die Alpini-Divisionen „Tridentina“ (2.), „Cuneense“ (4.) und „Pusteria“ (5.). Gemäß dem ausschließlich defensiv ausgerichteten italienischen Aufmarschplan Nr. 12, wurde der Stab des Korps Mitte September zur Verteidigung der italienisch-französischen Grenze nach Nordwest-Italien verlegt. Dem Alpini-Korps wurde der Verteidigungsabschnitt X „Baltea – Orco – Stura“ zugewiesen. Bis zum Wintereinbruch Ende Oktober wurden die dem Korps unterstellten Verbände schrittweise zugeführt. Im Winter 1939/40 wurden Teile der mobilisierten Truppen wieder demobilisiert, um im Mai 1940 erneut reaktiviert zu werden.
Zum Zeitpunkt der italienischen Kriegserklärung an Frankreich und Großbritannien am 10. Juni 1940 stand das Korps zwischen den Regionen Piemont und Aostatal. Am 16. Juni eroberten Truppen des Korps den Übergang Col de la Sachère (2855 m s.l.m.) im oberen Valgrisenche im Aostatal, der am Vortag von französischen Truppen besetzt worden war.
Im Zuge der Schlacht in den Westalpen rückte das Korps unter seinem neuen Befehlshaber Tenente Generale Umberto Testa, der den erkrankten Luigi Negri abgelöst hatte, am 21. Juni vor. Dabei griff die 1. Alpini-Division „Taurinese“ über den Kleinen Sankt Bernhard und die 2. Alpini-Division „Tridentina“ über den Colle della Seigne im Val Veny an. Am Abend des 21. Juni übernahm auf Anordnung von Marschall Rodolfo Graziani schließlich Generale di Divisione Carlo Rossi das Kommando über das Korps. Bis zur Unterzeichnung des Waffenstillstandes mit Frankreich am 25. Juni und erreichte man trotz des heftigen französischen Widerstandes den Ort Val-d’Isère im Süden des Abschnittes, Bourg-Saint-Maurice in der Mitte und den Col des Fours im Norden. Am 29. Juli wurde das Korps nach Julisch Venetien an die Grenze zum Königreich Jugoslawien verlegt und am 31. Oktober 1940 im Zuge der von Mussolini angeordneten teilweisen Demobilisierung der italienischen Streitkräfte aufgelöst.

### Russlandfeldzug
Im Frühjahr 1941 übernahm das in Albanien im Raum Elbasan stehende XXVI. Armeekorps für einige Wochen vorübergehend die Bezeichnung Corpo d’armata alpino. Am 20. März 1942 wurde das Alpini-Korps in Trient für den Einsatz an der Ostfront neu aufgestellt. Es sollte nach den Vorstellungen Mussolinis einen wesentlichen Beitrag beim Vormarsch der Achsenmächte in den Kaukasus leisten. Befehligt wurde es von Tenente Generale Gabriele Nasci befehligt, der das Korps bereits 1940 kurz geführt hatte.
Das Korps wurde von Anfang Juli bis Anfang September 1942 schrittweise in die Ost-Ukraine an den Donez verlegt. Es umfasste die drei Alpini-Divisionen „Tridentina“ (2.), „Julia“ (3.) und „Cuneese“ (4.) mit einer Stärke von insgesamt 57.000 Mann, und wurde Anfang August der deutschen 17. Armee unterstellt, die im Unternehmen Edelweiß in Richtung Kaukasus vorgehen sollte. Am 19. August teilte das Kommando der Heeresgruppe A mit, dass das Korps sich der am Don stehenden italienischen 8. Armee anzuschließen habe, da nicht genügend Transportmöglichkeiten zur Verlegung des Alpini-Korps zur 17. Armee zur Verfügung stehen würden und der Aufmarsch des Korps deshalb nicht mehr rechtzeitig vor Angriffsbeginn abgeschlossen werden könne.

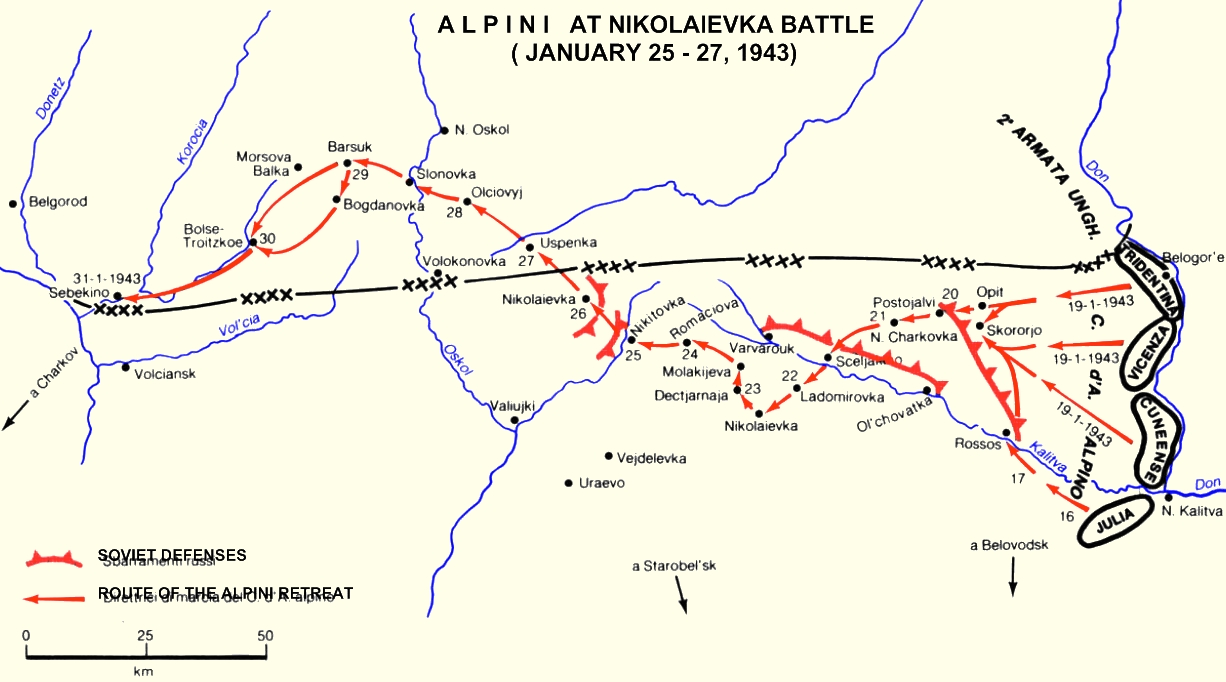
Rückzug des Alpini-Korps vom Don im Januar 1943

Während die 2. Alpini-Division „Tridentina“ zwischenzeitlich zur Verstärkung des XXXV. Armeekorps in den Raum Millerowo verlegt wurde, wurde der Rest des Korps Ende August an den Donbogen verlegt und löste dort die deutsche 294. Infanterie-Division ab. Von Oktober bis Mitte November war das Korps mit Aufklärungsaufgaben betraut und nur in kleinere, örtlich begrenzte Gefechte verwickelt. Zu Beginn der sowjetischen Gegenoffensive am 19. November 1942, Deckname „Operation Uranus“,  die zur Einkesselung der 6. Armee in Stalingrad führte, stand das Korps am linken Flügel der italienischen 8. Armee im Raum Rossosch. Bei der ab Mitte Dezember von der Roten Armee geführten „Operation Kleiner Saturn“ war das Alpini-Korps wiederholt in schwere Abwehrkämpfe verwickelt, die noch abgewehrt werden konnten.
Mitte Januar 1943 geriet der Frontbereich des Korps in der von der Woronescher Front der Roten Armee geleiteten Operation Ostrogoschsk-Rossosch schwer unter Druck. Am rechten Flügel gelang es der sowjetischen 3. Panzerarmee durchzubrechen. Als zwei Tage später am 17. Januar 1943 die sowjetische 40. Armee am linken Flügel durchbrach und die benachbarte ungarische 2. Armee sich abgesetzt hatte, sahen sich die Alpini zum Rückzug gezwungen. Bis zum Erreichen der eigenen Linien in Schebekino am 31. Januar mussten die verbliebenen Truppen des Korps mehrmals die sowjetischen Frontlinien durchbrechen. Bei den Rückzugskämpfen wurden die 4. Alpini-Division und die zwischenzeitlich unterstellte 156. Infanterie-Division fast vollständig vernichtet, während die 1. Alpini-Division schwere Verluste hinnehmen musste. Ebenfalls fast vollständig vernichtet wurde die während des Angriffes der Roten Armee zum deutschen XXIV. Panzerkorps abgestellte 3. Alpini-Division.
Die Reste des Korps sammelten sich in Charkow und kehrten im März nach Italien zurück. Am 1. Mai 1943 wurde das Korps aufgelöst und aus den Resten das XXIV. Armeekorps aufgestellt.
Während des Russlandfeldzuges verzeichnete das Alpini-Korps insgesamt 43.580 Ausfälle, davon über 34.000 Tote.

## Befehlshaber
- Generale Corpo d’Armata Luigi Negri (1939–1940)
- Tenente Generale Umberto Testa (1940)
- Generale di Divisione Carlo Rossi (1940)
- Tenente Generale Gabriele Nasci (1940, 1942–1943)

## Unterstellung und Gliederung

### Unterstellung
- Juni – Juli 1940
  - 4. Armee
- August 1940
  - 6. Armee
- September – Oktober 1940
  - 2. Armee
- März 1942 – April 1943
  - 8. Armee

Quelle

### Gliederung
- September 1939
  - 2. Alpini-Division „Tridentina“, 4. Alpini-Division „Cuneense“, 5. Alpini-Division „Pusteria“
- Juni – Juli 1940
  - 1. Alpini-Division „Taurinese“,  2. Alpini-Division „Tridentina“
- August – Oktober 1940
  - 2. Alpini-Division „Tridentina“, 4. Alpini-Division „Cuneense“, 5. Alpini-Division „Pusteria“
- Juni – August 1942
  - 2. Alpini-Division „Tridentina“, 3. Alpini-Division „Julia“, 4. Alpini-Division „Cuneense“
- September – Oktober 1942
  - 3. Alpini-Division „Julia“, 4. Alpini-Division „Cuneense“
- November – Dezember 1942
  - 2. Alpini-Division „Tridentina“, 3. Alpini-Division „Julia“, 4. Alpini-Division „Cuneense“
- Januar 1943
  - 2. Alpini-Division „Tridentina“, 4. Alpini-Division „Cuneense“, 156. Infanterie-Division „Vicenza“
- Februar – März 1943
  - 2. Alpini-Division „Tridentina“, 3. Alpini-Division „Julia“, 4. Alpini-Division „Cuneense“, 156. Infanterie-Division „Vicenza“
- April 1943
  - 2. Alpini-Division „Tridentina“, 3. Alpini-Division „Julia“, 4. Alpini-Division „Cuneense“

Quelle